# 2015-ös U20-as labdarúgó-világbajnokság
A 2015-ös U20-as labdarúgó-világbajnokság a 20. ilyen jellegű torna volt. A tornát 24 válogatott részvételével május 30. és június 20. között rendezték Új-Zélandon. A világbajnokságon 1995. január 1. után született labdarúgók vehettek részt. A tornát Szerbia nyerte. Magyarország a későbbi győztes Szerbia ellen esett ki a nyolcaddöntőben.

## Résztvevők
A házigazda Új-Zéland mellett a következő 23 válogatott vett részt:
| Szövetség                                         | Selejtezőtorna                                   | Csapatok                                                               |
| ------------------------------------------------- | ------------------------------------------------ | ---------------------------------------------------------------------- |
| AFC (Ázsia)                                       | 2014-es U19-es Ázsia-kupa                        | Mianmar · Észak-Korea · Katar · Üzbegisztán                            |
| CAF (Afrika)                                      | 2015-ös U20-as Afrika-kupa                       | Nigéria · Szenegál · Ghána · Mali                                      |
| CONCACAF (Észak és Közép-amerikai, Karibi térség) | 2015-ös U20-as CONCACAF-aranykupa                | Honduras · Mexikó · Panama · Egyesült Államok                          |
| CONMEBOL (Dél-Amerika)                            | 2015-ös U19-es dél-amerikai Labdarúgó-bajnokság* | Argentína · Brazília · Kolumbia · Uruguay                              |
| OFC (Óceánia)                                     | 2014-es U20-as óceániai-bajnokság                | Fidzsi-szigetek                                                        |
| UEFA (Európa)                                     | 2014-es U19-es labdarúgó-Európa-bajnokság        | Portugália · Ausztria · Magyarország · Németország · Szerbia · Ukrajna |
| Rendező ország                                    | Rendező ország                                   | Új-Zéland                                                              |

## Helyszínek
7 városban rendezték a mérkőzéseket: Auckland, Christchurch, Dunedin, Hamilton, New Plymouth, Wellington és Whangarei
| Auckland                                                                              | Christchurch                                                                              | Dunedin                                                                     | Hamilton                                                                      |
| ------------------------------------------------------------------------------------- | ----------------------------------------------------------------------------------------- | --------------------------------------------------------------------------- | ----------------------------------------------------------------------------- |
| North Harbour Stadion                                                                 | Christchurch Stadion                                                                      | Otago Stadion                                                               | Waikato Stadion                                                               |
| d. sz. 36° 43′ 37″, k. h. 174° 42′ 06″36.726944°S 174.701667°ENorth Harbour Stadium   | d. sz. 43° 32′ 37″, k. h. 172° 36′ 15″43.543700°S 172.604100°EChristchurch Stadium        | d. sz. 45° 52′ 09″, k. h. 170° 31′ 28″45.869167°S 170.524444°EOtago Stadium | d. sz. 37° 46′ 52″, k. h. 175° 16′ 06″37.781111°S 175.268333°EWaikato Stadium |
| Befogadóképesség: 25 000                                                              | Befogadóképesség: 18 000                                                                  | Befogadóképesség: 30 748                                                    | Befogadóképesség: 25 800                                                      |
|                                                                                       |                                                                                           |                                                                             |                                                                               |
| New Plymouth                                                                          |                                                                                           |                                                                             | Wellington                                                                    |
| Taranaki Stadion                                                                      | Wellington Stadion                                                                        |                                                                             |                                                                               |
| d. sz. 39° 04′ 13″, k. h. 174° 03′ 54″39.070278°S 174.065000°EStadium Taranaki        | d. sz. 41° 16′ 23″, k. h. 174° 47′ 09″41.273056°S 174.785833°EWellington Regional Stadium |                                                                             |                                                                               |
| Befogadóképesség: 26 000                                                              | Befogadóképesség: 36 000                                                                  |                                                                             |                                                                               |
|                                                                                       |                                                                                           |                                                                             |                                                                               |
| Whangarei                                                                             |                                                                                           |                                                                             |                                                                               |
| Northland Events Centre                                                               |                                                                                           |                                                                             |                                                                               |
| d. sz. 35° 44′ 03″, k. h. 174° 19′ 46″35.734167°S 174.329444°ENorthland Events Centre |                                                                                           |                                                                             |                                                                               |
| Befogadóképesség: 24 319                                                              |                                                                                           |                                                                             |                                                                               |

## Csoportkör
A csoportkörben minden csapat a másik három csapattal egy-egy mérkőzést játszott, így összesen 6 mérkőzésre került sor mind a hat csoportban. A csoportokból az első két helyezett, és a négy legjobb harmadik helyezett jutott tovább. Minden csoportban az utolsó két mérkőzést azonos időpontban játszották. A csoportkör után egyenes kieséses rendszerben folytatódott a vb.
Sorrend meghatározása
1. több szerzett pont az összes mérkőzésen
2. jobb gólkülönbség az összes mérkőzésen
3. több lőtt gól az összes mérkőzésen
4. több szerzett pont az azonosan álló csapatok között lejátszott mérkőzéseken
5. jobb gólkülönbség az azonosan álló csapatok között lejátszott mérkőzéseken
6. több lőtt gól az azonosan álló csapatok között lejátszott mérkőzéseken
7. sorsolás

Az időpontok helyi idő szerint, zárójelben magyar idő szerint értendők.
| Jelmagyarázat                                                                                             |
| --- |
| A csoportok első és második helyezettje bejutott az egyenes kieséses szakaszba.                           |
| A csoportok legjobb négy harmadik helyezettje is bejutott az egyenes kieséses szakaszba.                  |
| A csoportok két legrosszabb harmadik helyezettjei és a negyedik helyezettjei kiestek a világbajnokságról. |

### A csoport
| Csapat           | M | Gy | D | V | Rg | Kg | Gk  | P |
| ---------------- | - | -- | - | - | -- | -- | --- | - |
| Ukrajna          | 3 | 2  | 1 | 0 | 9  | 0  | +9  | 7 |
| Egyesült Államok | 3 | 2  | 0 | 1 | 6  | 4  | +2  | 6 |
| Új-Zéland        | 3 | 1  | 1 | 1 | 5  | 5  | 0   | 4 |
| Mianmar          | 3 | 0  | 0 | 3 | 2  | 13 | –11 | 0 |

| 2015. május 30. 13:00 (3:00) |

| Új-Zéland | 0–0         | Ukrajna |
| --------- | ----------- | ------- |
|           | Jegyzőkönyv |         |

| North Harbour Stadium, Auckland Nézőszám: 25 000 Játékvezető: Mauro Vigliano (argentin) |

| 2015. május 30. 16:00 (6:00) |

| Egyesült Államok     | 2–1               | Mianmar     |
| -------------------- | ----------------- | ----------- |
| Tall 17' Hyndman 56' | (1–1) Jegyzőkönyv | Y. N. Oo 9' |

| Northland Events Centre, Whangarei Nézőszám: 5816 Játékvezető: Bernard Camille (Seychelle-szigeteki) |

| 2015. június 2. 13:00 (3:00) |

| Mianmar | 0–6               | Ukrajna                                                                 |
| ------- | ----------------- | ----------------------------------------------------------------------- |
|         | (0–0) Jegyzőkönyv | Jaremcsuk 51' Lucskevics 54' Kovalenko 57' 77' Szobol 68' Beszegyin 71' |

| Northland Events Centre, Whangarei Nézőszám: 4985 Játékvezető: Ricardo Marques (brazil) |

| 2015. június 2. 19:00 (9:00) |

| Új-Zéland | 0–4               | Egyesült Államok                     |
| --------- | ----------------- | ------------------------------------ |
|           | (0–2) Jegyzőkönyv | Rubin 6' 83' Hyndman 33' Arriola 58' |

| North Harbour Stadium, Auckland Nézőszám: 15 678 Játékvezető: Antonio Mateu Lahoz (spanyol) |

| 2015. június 5. 19:00 (9:00) |

| Mianmar      | 1–5               | Új-Zéland                                                          |
| ------------ | ----------------- | ------------------------------------------------------------------ |
| Aung Thu 28' | (1–1) Jegyzőkönyv | Billingsley 40' Patterson 47' Stevens 78' Brotherton 81' Lewis 89' |

| Wellington Regional Stadium, Wellington Nézőszám: 15 527 Játékvezető: Jhon Pitti (panamai) |

| 2015. június 5. 19:00 (9:00) |

| Ukrajna               | 3–0               | Egyesült Államok |
| --------------------- | ----------------- | ---------------- |
| Kovalenko 56' 74' 79' | (0–0) Jegyzőkönyv |                  |

| North Harbour Stadium, Auckland Nézőszám: 7694 Játékvezető: Eric Otogo-Castane (gaboni) |

### B csoport
| Csapat    | M | Gy | D | V | Rg | Kg | Gk | P |
| --------- | - | -- | - | - | -- | -- | -- | - |
| Ghána     | 3 | 2  | 1 | 0 | 5  | 3  | +2 | 7 |
| Ausztria  | 3 | 1  | 2 | 0 | 3  | 2  | +1 | 5 |
| Argentína | 3 | 0  | 2 | 1 | 4  | 5  | –1 | 2 |
| Panama    | 3 | 0  | 1 | 2 | 3  | 5  | –2 | 1 |

| 2015. május 30. 16:00 (6:00) |

| Argentína      | 2–2               | Panama                    |
| -------------- | ----------------- | ------------------------- |
| Correa 14' 79' | (1–1) Jegyzőkönyv | Rodríguez 19' Escobar 84' |

| Wellington Regional Stadium, Wellington Nézőszám: 9204 Játékvezető: Artur Soares Dias (portugál) |

| 2015. május 30. 19:00 (9:00) |

| Ghána                   | 1–1               | Ausztria      |
| ----------------------- | ----------------- | ------------- |
| Yeboah 90+1' (11-esből) | (0–0) Jegyzőkönyv | Gschweidl 50' |

| Wellington Regional Stadium, Wellington Nézőszám: 9204 Játékvezető: Fahad Al-Mirdasi (Szaúd-arábiai) |

| 2015. június 2. 16:00 (6:00) |

| Ausztria                            | 2–1               | Panama      |
| ----------------------------------- | ----------------- | ----------- |
| Hormechea 45+1' (öngól) Grubeck 51' | (1–1) Jegyzőkönyv | Escobar 38' |

| Wellington Regional Stadium, Wellington Nézőszám: 2009 Játékvezető: Gihád Grísa (egyiptomi) |

| 2015. június 2. 19:00 (9:00) |

| Argentína               | 2–3               | Ghána                                        |
| ----------------------- | ----------------- | -------------------------------------------- |
| Simeone 80' Buendía 90' | (0–1) Jegyzőkönyv | Tetteh 44' Aboagye 59' Yeboah 69' (11-esből) |

| Wellington Regional Stadium, Wellington Nézőszám: 5542 Játékvezető: Ivan Bebek (horvát) |

| 2015. június 5. 16:00 (6:00) |

| Ausztria | 0–0         | Argentína |
| -------- | ----------- | --------- |
|          | Jegyzőkönyv |           |

| Wellington Regional Stadium, Wellington Nézőszám: 13 874 Játékvezető: Ryuji Sato (japán) |

| 2015. június 5. 16:00 (6:00) |

| Panama | 0–1               | Ghána       |
| ------ | ----------------- | ----------- |
|        | (0–0) Jegyzőkönyv | Boateng 82' |

| North Harbour Stadium, Auckland Nézőszám: 3637 Játékvezető: Daniele Orsato (olasz) |

### C csoport
| Csapat     | M | Gy | D | V | Rg | Kg | Gk | P |
| ---------- | - | -- | - | - | -- | -- | -- | - |
| Portugália | 3 | 3  | 0 | 0 | 10 | 1  | +9 | 9 |
| Kolumbia   | 3 | 1  | 1 | 1 | 3  | 4  | –1 | 4 |
| Szenegál   | 3 | 1  | 1 | 1 | 3  | 5  | –2 | 4 |
| Katar      | 3 | 0  | 0 | 3 | 1  | 7  | –6 | 0 |

| 2015. május 31. 13:00 (3:00) |

| Katar | 0–1               | Kolumbia      |
| ----- | ----------------- | ------------- |
|       | (0–1) Jegyzőkönyv | Rodríguez 24' |

| Waikato Stadium, Hamilton Nézőszám: 7461 Játékvezető: Matt Conger (új-zélandi) |

| 2015. május 31. 16:00 (6:00) |

| Portugália                            | 3–0               | Szenegál |
| ------------------------------------- | ----------------- | -------- |
| Martins 1' André Silva 90' Nuno 90+2' | (1–0) Jegyzőkönyv |          |

| Waikato Stadium, Hamilton Nézőszám: 10 362 Játékvezető: César Arturo Ramos (mexikói) |

| 2015. június 3. 16:00 (6:00) |

| Katar | 0–4               | Portugália                        |
| ----- | ----------------- | --------------------------------- |
|       | (0–2) Jegyzőkönyv | Silva 34' Ivo 42' 66' Vigário 74' |

| Waikato Stadium, Hamilton Nézőszám: 1864 Játékvezető: Daniel Fedorczuk (uruguayi) |

| 2015. június 3. 19:00 (9:00) |

| Szenegál  | 1–1               | Kolumbia              |
| --------- | ----------------- | --------------------- |
| Thiam 23' | (1–1) Jegyzőkönyv | Zapata 43' (11-esből) |

| Waikato Stadium, Hamilton Nézőszám: 3981 Játékvezető: Vad István (magyar) |

| 2015. június 6. 13:00 (3:00) |

| Szenegál           | 2–1               | Katar               |
| ------------------ | ----------------- | ------------------- |
| Sylla 76' Koné 81' | (0–1) Jegyzőkönyv | Afíf 17' (11-esből) |

| Waikato Stadium, Hamilton Nézőszám: 3791 Játékvezető: Felix Zwayer (német) |

| 2015. június 6. 13:00 (3:00) |

| Kolumbia  | 1–3               | Portugália                         |
| --------- | ----------------- | ---------------------------------- |
| Borré 74' | (0–1) Jegyzőkönyv | Santos 3' Silva 55' (11-esből) 67' |

| Otago Stadium, Dunedin Nézőszám: 6950 Játékvezető: Henry Bejarano (Costa Rica-i) |

### D csoport
| Csapat  | M | Gy | D | V | Rg | Kg | Gk | P |
| ------- | - | -- | - | - | -- | -- | -- | - |
| Szerbia | 3 | 2  | 0 | 1 | 4  | 1  | +3 | 6 |
| Uruguay | 3 | 1  | 1 | 1 | 3  | 3  | 0  | 4 |
| Mali    | 3 | 1  | 1 | 1 | 3  | 3  | 0  | 4 |
| Mexikó  | 3 | 1  | 0 | 2 | 2  | 5  | –3 | 3 |

- Uruguay és Mali között a sorrendről sorsolás döntött.[1]

| 2015. május 31. 13:00 (3:00) |

| Mexikó | 0–2               | Mali                     |
| ------ | ----------------- | ------------------------ |
|        | (0–0) Jegyzőkönyv | A. Traoré 77' Gbakle 79' |

| Otago Stadium, Dunedin Nézőszám: 4299 Játékvezető: Felix Zwayer (német) |

| 2015. május 31. 16:00 (6:00) |

| Uruguay     | 1–0               | Szerbia |
| ----------- | ----------------- | ------- |
| Pereiro 56' | (0–0) Jegyzőkönyv |         |

| Otago Stadium, Dunedin Nézőszám: 6048 Játékvezető: Ryuji Sato (japán) |

| 2015. június 3. 16:00 (6:00) |

| Mexikó                     | 2–1               | Uruguay    |
| -------------------------- | ----------------- | ---------- |
| Lozano 71' Gutiérrez 90+3' | (0–0) Jegyzőkönyv | Suárez 83' |

| Otago Stadium, Dunedin Nézőszám: 2038 Játékvezető: Ovidiu Hațegan (román) |

| 2015. június 3. 19:00 (9:00) |

| Szerbia                            | 2–0               | Mali |
| ---------------------------------- | ----------------- | ---- |
| S. Milinković-Savić 27' Mandić 74' | (1–0) Jegyzőkönyv |      |

| Otago Stadium, Dunedin Nézőszám: 4012 Játékvezető: Roddy Zambrano (ecuadori) |

| 2015. június 6. 16:00 (6:00) |

| Szerbia                    | 2–0               | Mexikó |
| -------------------------- | ----------------- | ------ |
| Maksimović 2' Živković 43' | (2–0) Jegyzőkönyv |        |

| Otago Stadium, Dunedin Nézőszám: 9248 Játékvezető: Ricardo Marques (brazil) |

| 2015. június 6. 16:00 (6:00) |

| Mali          | 1–1               | Uruguay    |
| ------------- | ----------------- | ---------- |
| A. Traoré 44' | (1–1) Jegyzőkönyv | Acosta 17' |

| Waikato Stadium, Hamilton Nézőszám: 6791 Játékvezető: Artur Soares Dias (portugál) |

### E csoport
| Csapat       | M | Gy | D | V | Rg | Kg | Gk  | P |
| ------------ | - | -- | - | - | -- | -- | --- | - |
| Brazília     | 3 | 3  | 0 | 0 | 9  | 3  | +6  | 9 |
| Nigéria      | 3 | 2  | 0 | 1 | 8  | 4  | +4  | 6 |
| Magyarország | 3 | 1  | 0 | 2 | 6  | 5  | +1  | 3 |
| Észak-Korea  | 3 | 0  | 0 | 3 | 1  | 12 | –11 | 0 |

| 2015. június 1. 13:00 (3:00) |

| Nigéria                | 2–4               | Brazília                                       |
| ---------------------- | ----------------- | ---------------------------------------------- |
| Success 10' Yahaya 28' | (2–2) Jegyzőkönyv | Gabriel Jesus 4' Judivan 34' 82' Boschilia 59' |

| Stadium Taranaki, New Plymouth Nézőszám: 5887 Játékvezető: Daniele Orsato (olasz) |

| 2015. június 1. 16:00 (6:00) |

| Észak-Korea      | 1–5               | Magyarország                             |
| ---------------- | ----------------- | ---------------------------------------- |
| Choe Ju-song 32' | (1–2) Jegyzőkönyv | Mervó 17' 49' 82' Kalmár 33' Forgács 60' |

| Stadium Taranaki, New Plymouth Nézőszám: 8153 Játékvezető: Henry Bejarano (Costa rica-i) |

| 2015. június 4. 16:00 (6:00) |

| Nigéria                                | 4–0               | Észak-Korea |
| -------------------------------------- | ----------------- | ----------- |
| Saviour 48' 51' Sokari 71' Success 80' | (0–0) Jegyzőkönyv |             |

| Stadium Taranaki, New Plymouth Nézőszám: 1114 Játékvezető: Mauro Vigliano (argentin) |

| 2015. június 4. 19:00 (9:00) |

| Magyarország | 1–2               | Brazília                             |
| ------------ | ----------------- | ------------------------------------ |
| Mervó 8'     | (1–0) Jegyzőkönyv | Danilo 50' A. Pereira 86' (11-esből) |

| Stadium Taranaki, New Plymouth Nézőszám: 4077 Játékvezető: Fahad Al-Mirdasi (Szaúd-arábiai) |

| 2015. június 7. 17:00 (7:00) |

| Magyarország | 0–2               | Nigéria         |
| ------------ | ----------------- | --------------- |
|              | (0–1) Jegyzőkönyv | Awoniyi 33' 54' |

| Stadium Taranaki, New Plymouth Játékvezető: Roddy Zambrano (ecuadori) |

| 2015. június 7. 17:00 (7:00) |

| Brazília                                                 | 3–0               | Észak-Korea |
| -------------------------------------------------------- | ----------------- | ----------- |
| Min Hyo-song 60' (öngól) Jean Carlos 66' Léo Pereira 86' | (0–0) Jegyzőkönyv |             |

| Christchurch Stadium, Christchurch Játékvezető: Matt Conger (új-zélandi) |

### F csoport
| Csapat          | M | Gy | D | V | Rg | Kg | Gk  | P |
| --------------- | - | -- | - | - | -- | -- | --- | - |
| Németország     | 3 | 3  | 0 | 0 | 16 | 2  | +14 | 9 |
| Üzbegisztán     | 3 | 1  | 0 | 2 | 6  | 7  | –1  | 3 |
| Honduras        | 3 | 1  | 0 | 2 | 5  | 11 | –6  | 3 |
| Fidzsi-szigetek | 3 | 1  | 0 | 2 | 4  | 11 | –7  | 3 |

| 2015. június 1. 13:00 (3:00) |

| Németország                                                                                   | 8–1               | Fidzsi-szigetek |
| --------------------------------------------------------------------------------------------- | ----------------- | --------------- |
| Stark 18' 27' Stendera 20' (11-esből) Prömel 23' Mukhtar 34' 40' 89' (11-esből) Stefaniak 68' | (6–0) Jegyzőkönyv | Verevou 48'     |

| Christchurch Stadium, Christchurch Nézőszám: 5296 Játékvezető: Jhon Pitti (panamai) |

| 2015. június 1. 16:00 (6:00) |

| Üzbegisztán                                 | 3–4               | Honduras                                  |
| ------------------------------------------- | ----------------- | ----------------------------------------- |
| Khamdamov 31' Shomurodov 79' Urinboev 90+6' | (1–2) Jegyzőkönyv | Benavídez 4' Róchez 20' 90+2' Álvarez 49' |

| Christchurch Stadium, Christchurch Nézőszám: 6679 Játékvezető: Eric Otogo-Castane (gaboni) |

| 2015. június 4. 16:00 (6:00) |

| Honduras | 0–3               | Fidzsi-szigetek                          |
| -------- | ----------------- | ---------------------------------------- |
|          | (0–3) Jegyzőkönyv | Verevou 14' Waqa 19' Álvarez 45' (öngól) |

| Christchurch Stadium, Christchurch Nézőszám: 1220 Játékvezető: Kim Jong-hyeok (dél-koreai) |

| 2015. június 4. 19:00 (9:00) |

| Németország                   | 3–0               | Üzbegisztán |
| ----------------------------- | ----------------- | ----------- |
| Stendera 33' 85' Akpoguma 59' | (1–0) Jegyzőkönyv |             |

| Christchurch Stadium, Christchurch Nézőszám: 3393 Játékvezető: César Arturo Ramos (mexikói) |

| 2015. június 7. 14:00 (4:00) |

| Honduras            | 1–5               | Németország                                                        |
| ------------------- | ----------------- | ------------------------------------------------------------------ |
| Schwäbe 19' (öngól) | (1–2) Jegyzőkönyv | Stendera 2' (11-esből) Brandt 30' Mukhtar 50' Prömel 62' Stark 81' |

| Christchurch Stadium, Christchurch Nézőszám: 12 045 Játékvezető: Daniel Fedorczuk (uruguayi) |

| 2015. június 7. 14:00 (4:00) |

| Fidzsi-szigetek | 0–3               | Üzbegisztán                               |
| --------------- | ----------------- | ----------------------------------------- |
|                 | (0–0) Jegyzőkönyv | Shomurodov 62' Urinboev 63' Kosimov 90+3' |

| Stadium Taranaki, New Plymouth Nézőszám: 5011 Játékvezető: Bernard Camille (Seychelle-szigeteki) |

### Harmadik helyezett csapatok sorrendje
Sorrend meghatározása
A FIFA versenyszabályzata alapján, a harmadik helyezettek sorrendjét az alábbiak alapján kell meghatározni:
1. az összes mérkőzésen szerzett több pont
2. az összes mérkőzésen elért jobb gólkülönbség
3. az összes mérkőzésen szerzett több gól
4. sorsolás

| Csoport | Csapat       | M | Gy | D | V | G+ | G– | Gk | P |
| ------- | ------------ | - | -- | - | - | -- | -- | -- | - |
| A       | Új-Zéland    | 3 | 1  | 1 | 1 | 5  | 5  | 0  | 4 |
| D       | Mali         | 3 | 1  | 1 | 1 | 3  | 3  | 0  | 4 |
| C       | Szenegál     | 3 | 1  | 1 | 1 | 3  | 5  | –2 | 4 |
| E       | Magyarország | 3 | 1  | 0 | 2 | 6  | 5  | +1 | 3 |
| F       | Honduras     | 3 | 1  | 0 | 2 | 5  | 11 | –6 | 3 |
| B       | Argentína    | 3 | 0  | 2 | 1 | 4  | 5  | –1 | 2 |

## Egyenes kieséses szakasz

### Ágrajz
|  |               |                  |               |             |            |                  |                  |               |               |               |            |            |            |  |  |       |       |       |
|  | Nyolcaddöntők | Nyolcaddöntők    | Nyolcaddöntők |             |            | Negyeddöntők     | Negyeddöntők     | Negyeddöntők  |               |               | Elődöntők  | Elődöntők  | Elődöntők  |  |  | Döntő | Döntő | Döntő |
|  | Nyolcaddöntők | Nyolcaddöntők    | Nyolcaddöntők |             |            | Negyeddöntők     | Negyeddöntők     | Negyeddöntők  |               |               | Elődöntők  | Elődöntők  | Elődöntők  |  |  | Döntő | Döntő | Döntő |
|  | június 11.    |                  |               |             |            |                  |                  |               |               |               |            |            |            |  |  |       |       |       |
|  |               |                  |               |             |            |                  |                  |               |               |               |            |            |            |  |  |       |       |       |
|  | E1            | Brazília         | 0 (5)         |             |            |                  |                  |               |               |               |            |            |            |  |  |       |       |       |
|  | E1            | Brazília         | 0 (5)         | június 14.  |            |                  |                  |               |               |               |            |            |            |  |  |       |       |       |
|  | D2            | Uruguay          | 0 (4)         |             |            |                  |                  |               |               |               |            |            |            |  |  |       |       |       |
|  | D2            | Uruguay          | 0 (4)         |             |            | Brazília         | Brazília         | 0 (3)         |               |               |            |            |            |  |  |       |       |       |
|  | június 11.    |                  |               |             |            | Brazília         | Brazília         | 0 (3)         |               |               |            |            |            |  |  |       |       |       |
|  |               |                  | Portugália    | Portugália  | 0 (1)      |                  |                  |               |               |               |            |            |            |  |  |       |       |       |
|  | C1            | Portugália       | Portugália    | Portugália  | 0 (1)      | 2                |                  |               |               |               |            |            |            |  |  |       |       |       |
|  | C1            | Portugália       |               |             |            | 2                | június 17.       |               |               |               |            |            |            |  |  |       |       |       |
|  | ABF3          | Új-Zéland        | 1             |             |            |                  |                  |               |               |               |            |            |            |  |  |       |       |       |
|  | ABF3          | Új-Zéland        | 1             |             |            | Brazília         | Brazília         | 5             |               |               |            |            |            |  |  |       |       |       |
|  | június 11.    |                  |               |             |            | Brazília         | Brazília         | 5             |               |               |            |            |            |  |  |       |       |       |
|  |               |                  | Szenegál      | Szenegál    | 0          |                  |                  |               |               |               |            |            |            |  |  |       |       |       |
|  | B2            | Ausztria         | Szenegál      | Szenegál    | 0          | 0                |                  |               |               |               |            |            |            |  |  |       |       |       |
|  | B2            | Ausztria         | június 14.    |             |            | 0                |                  |               |               |               |            |            |            |  |  |       |       |       |
|  | F2            | Üzbegisztán      | 2             |             |            |                  |                  |               |               |               |            |            |            |  |  |       |       |       |
|  | F2            | Üzbegisztán      | 2             |             |            | Üzbegisztán      | Üzbegisztán      | 0             |               |               |            |            |            |  |  |       |       |       |
|  | június 10.    |                  |               |             |            | Üzbegisztán      | Üzbegisztán      | 0             |               |               |            |            |            |  |  |       |       |       |
|  |               |                  | Szenegál      | Szenegál    | 1          |                  |                  |               |               |               |            |            |            |  |  |       |       |       |
|  | A1            | Ukrajna          | Szenegál      | Szenegál    | 1          | 1 (1)            |                  |               |               |               |            |            |            |  |  |       |       |       |
|  | A1            | Ukrajna          |               |             |            | 1 (1)            | június 20.       |               |               |               |            |            |            |  |  |       |       |       |
|  | CDE3          | Szenegál         | 1 (3)         |             |            |                  |                  |               |               |               |            |            |            |  |  |       |       |       |
|  | CDE3          | Szenegál         | 1 (3)         |             |            | Brazília         | Brazília         | 1             |               |               |            |            |            |  |  |       |       |       |
|  | június 10.    |                  |               |             |            | Brazília         | Brazília         | 1             |               |               |            |            |            |  |  |       |       |       |
|  |               |                  | Szerbia       | Szerbia     | 2          |                  |                  |               |               |               |            |            |            |  |  |       |       |       |
|  | A2            | Egyesült Államok | Szerbia       | Szerbia     | 2          | 1                |                  |               |               |               |            |            |            |  |  |       |       |       |
|  | A2            | Egyesült Államok | június 14.    |             |            | 1                |                  |               |               |               |            |            |            |  |  |       |       |       |
|  | C2            | Kolumbia         | 0             |             |            |                  |                  |               |               |               |            |            |            |  |  |       |       |       |
|  | C2            | Kolumbia         | 0             |             |            | Egyesült Államok | Egyesült Államok | 0 (5)         |               |               |            |            |            |  |  |       |       |       |
|  | június 10.    |                  |               |             |            | Egyesült Államok | Egyesült Államok | 0 (5)         |               |               |            |            |            |  |  |       |       |       |
|  |               |                  | Szerbia       | Szerbia     | 0 (6)      |                  |                  |               |               |               |            |            |            |  |  |       |       |       |
|  | D1            | Szerbia          | Szerbia       | Szerbia     | 0 (6)      | 2                |                  |               |               |               |            |            |            |  |  |       |       |       |
|  | D1            | Szerbia          |               |             |            | 2                | június 17.       |               |               |               |            |            |            |  |  |       |       |       |
|  | BEF3          | Magyarország     | 1             |             |            |                  |                  |               |               |               |            |            |            |  |  |       |       |       |
|  | BEF3          | Magyarország     | 1             |             |            | Szerbia          | Szerbia          | 2             |               |               |            |            |            |  |  |       |       |       |
|  | június 10.    |                  |               |             |            | Szerbia          | Szerbia          | 2             |               |               |            |            |            |  |  |       |       |       |
|  |               |                  | Mali          | Mali        | 1          |                  |                  | Bronzmérkőzés | Bronzmérkőzés | Bronzmérkőzés |            |            |            |  |  |       |       |       |
|  | B1            | Ghána            | Mali          | Mali        | 1          | 0                |                  |               |               | Bronzmérkőzés |            |            |            |  |  |       |       |       |
|  | B1            | Ghána            |               |             | június 14. | június 14.       | június 14.       |               |               |               | június 20. | június 20. | június 20. |  |  |       |       |       |
|  | ACD3          | Mali             | 3             |             | június 14. | június 14.       | június 14.       |               |               |               | június 20. | június 20. | június 20. |  |  |       |       |       |
|  | ACD3          | Mali             | 3             |             |            | Mali             | Mali             | 1 (4)         | Szenegál      | Szenegál      | 1          |            |            |  |  |       |       |       |
|  | június 11.    |                  |               |             |            | Mali             | Mali             | 1 (4)         | Szenegál      | Szenegál      | 1          |            |            |  |  |       |       |       |
|  |               |                  | Németország   | Németország | 1 (3)      |                  |                  | Mali          | Mali          | 3             |            |            |            |  |  |       |       |       |
|  | F1            | Németország      | Németország   | Németország | 1 (3)      | 1                |                  | Mali          | Mali          | 3             |            |            |            |  |  |       |       |       |
|  | F1            | Németország      |               |             |            |                  |                  |               |               |               |            |            |            |  |  |       |       |       |
|  | E2            | Nigéria          | 0             |             |            |                  |                  |               |               |               |            |            |            |  |  |       |       |       |
|  | E2            | Nigéria          | 0             |             |            |                  |                  |               |               |               |            |            |            |  |  |       |       |       |

### Nyolcaddöntő
| 2015. június 10. 16:00 (6:00) |

| Ghána | 0–3               | Mali                                  |
| ----- | ----------------- | ------------------------------------- |
|       | (0–1) Jegyzőkönyv | Samassékou 20' Gbakle 53' Doumbia 81' |

| Wellington Regional Stadium, Wellington Nézőszám: 2235 Játékvezető: Gihád Grísa (egyiptomi) |

| 2015. június 10. 16:00 (6:00) |

| Szerbia                             | 2–1 (h. u.)       | Magyarország |
| ----------------------------------- | ----------------- | ------------ |
| Šaponjić 90+1' Talabér 118' (öngól) | (0–0) Jegyzőkönyv | Mervó 57'    |

| Otago Stadium, Dunedin Nézőszám: 5149 Játékvezető: Antonio Mateu Lahoz (spanyol) |

| 2015. június 10. 19:30 (9:30) |

| Egyesült Államok | 1–0               | Kolumbia |
| ---------------- | ----------------- | -------- |
| Rubin 58'        | (0–0) Jegyzőkönyv |          |

| Wellington Regional Stadium, Wellington Nézőszám: 6062 Játékvezető: Ivan Bebek (horvát) |

| 2015. június 10. 19:30 (9:30) |

| Ukrajna                            | 1–1 (h. u.)       | Szenegál         |
| ---------------------------------- | ----------------- | ---------------- |
| Beszegyin 70'                      | (0–0) Jegyzőkönyv | Sarr 83'         |
| Büntetőpárbaj                      |                   |                  |
| Csumak Haratyin Habelok Lucskevics | 1–3               | Sarr Sylla Niang |

| North Harbour Stadium, Auckland Nézőszám: 6905 Játékvezető: Ricardo Marques (brazil) |

| 2015. június 11. 16:00 (6:00) |

| Ausztria | 0–2               | Üzbegisztán       |
| -------- | ----------------- | ----------------- |
|          | (0–0) Jegyzőkönyv | Khamdamov 47' 57' |

| Northland Events Centre, Whangarei Nézőszám: 3964 Játékvezető: Jhon Pitti (panamai) |

| 2015. június 11. 19:30 (9:30) |

| Németország  | 1–0               | Nigéria |
| ------------ | ----------------- | ------- |
| Öztunalı 19' | (1–0) Jegyzőkönyv |         |

| Christchurch Stadium, Christchurch Nézőszám: 5288 Játékvezető: Fahad Al-Mirdasi (Szaúd-arábiai) |

| 2015. június 11. 19:30 (9:30) |

| Portugália            | 2–1               | Új-Zéland     |
| --------------------- | ----------------- | ------------- |
| Guzzo 24' Martins 87' | (1–0) Jegyzőkönyv | Holthusen 64' |

| Waikato Stadium, Hamilton Nézőszám: 10 492 Játékvezető: Kim Jong-hyeok (dél-koreai) |

| 2015. június 11. 19:30 (9:30) |

| Brazília                                   | 0–0 (h. u.)       | Uruguay                                                   |
| ------------------------------------------ | ----------------- | --------------------------------------------------------- |
|                                            | (0–0) Jegyzőkönyv |                                                           |
| Büntetőpárbaj                              |                   |                                                           |
| A. Pereira Lucão Danilo Jajá Gabriel Jesus | 5–4               | Arambarri Amaral Diego Poyet Franco Acosta Mauricio Lemos |

| Stadium Taranaki, New Plymouth Nézőszám: 4358 Játékvezető: Vad István (magyar) |

### Negyeddöntők
| 2015. június 14. 13:00 |

| Brazília                              | 0–0 (h. u.)       | Portugália                               |
| ------------------------------------- | ----------------- | ---------------------------------------- |
|                                       | (0–0) Jegyzőkönyv |                                          |
| Büntetőpárbaj                         |                   |                                          |
| A. Pereira Lucão Danilo Gabriel Jesus | 3–1               | Rony Lopes Guzzo André Silva Nuno Santos |

| Waikato Stadium, Hamilton Nézőszám: 9945 Játékvezető: Felix Zwayer (német) |

| 2015. június 14. 13:00 |

| Mali                                     | 1–1 (h. u.)       | Németország                              |
| ---------------------------------------- | ----------------- | ---------------------------------------- |
| S. Coulibaly 58'                         | (0–1) Jegyzőkönyv | Brandt 38'                               |
| Büntetőpárbaj                            |                   |                                          |
| Hamidou Guindo Koné A. Traoré Samassékou | 4–3               | Akpoguma Öztunalı Steinmann Brandt Stark |

| Christchurch Stadium, Christchurch Nézőszám: 7007 Játékvezető: César Arturo Ramos (mexikói) |

| 2015. június 14. 16:30 |

| Egyesült Államok                                                          | 0–0 (h. u.)       | Szerbia                                                                    |
| ------------------------------------------------------------------------- | ----------------- | -------------------------------------------------------------------------- |
|                                                                           | (0–0) Jegyzőkönyv |                                                                            |
| Büntetőpárbaj                                                             |                   |                                                                            |
| Rubin Payne Arriola Hyndman Zelalem Soñora Delgado Carter-Vickers Requejo | 5–6               | Zdjelar Mandić Babić Grujić Živković Rajković Antonov Veljković Maksimović |

| North Harbour Stadium, Auckland Nézőszám: 10 826 Játékvezető: Artur Soares Dias (portugál) |

| 2015. június 14. 16:30 |

| Üzbegisztán | 0–1               | Szenegál  |
| ----------- | ----------------- | --------- |
|             | (0–0) Jegyzőkönyv | Thiam 77' |

| Wellington Regional Stadium, Wellington Nézőszám: 10 258 Játékvezető: Ovidiu Hațegan (román) |

### Elődöntők
| 2015. június 17. 16:00 |

| Brazília                                                          | 5–0               | Szenegál |
| ----------------------------------------------------------------- | ----------------- | -------- |
| Correa 5' (öngól) Marcos Guilherme 7' 78' Boschilia 19' Jorge 35' | (4–0) Jegyzőkönyv |          |

| Christchurch Stadium, Christchurch Nézőszám: 9251 Játékvezető: Daniele Orsato (olasz) |

| 2015. június 17. 19:30 |

| Szerbia                   | 2–1 (h. u.)                 | Mali     |
| ------------------------- | --------------------------- | -------- |
| Živković 4' Šaponjić 101' | (1–1, 1–1, 2–1) Jegyzőkönyv | Koné 39' |

| North Harbour Stadium, Auckland Játékvezető: Mauro Vigliano (argentin) |

### Bronzmérkőzés
| 2015. június 20. 13:30 |

| Szenegál  | 1–3               | Mali                               |
| --------- | ----------------- | ---------------------------------- |
| Wadji 64' | (0–0) Jegyzőkönyv | A. Traoré 74' 83' Samassékou 90+1' |

| North Harbour Stadium, Auckland Nézőszám: 12 421 Játékvezető: Gihád Grísa (egyiptomi) |

### Döntő
| 2015. június 20. 17:00 |

| Brazília       | 1–2 (h. u.)                 | Szerbia                    |
| -------------- | --------------------------- | -------------------------- |
| A. Pereira 73' | (0–0, 1–1, 1–1) Jegyzőkönyv | Mandić 70' Maksimović 118' |

| North Harbour Stadium, Auckland Nézőszám: 25 317 Játékvezető: Fahad Al-Mirdasi (Szaúd-arábiai) |

## Díjak
| A 2015-ös U20-as labdarúgó-világbajnokság győztese |
| -------------------------------------------------- |
| · Szerbia · 1. cím                                 |

| 2. helyezett | 3. helyezett | 4. helyezett |
| ------------ | ------------ | ------------ |
| Brazília     | Mali         | Szenegál     |

### Különdíjak
| Aranylabda         | Ezüstlabda  | Bronzlabda              |
| ------------------ | ----------- | ----------------------- |
| Adama Traoré       | Danilo      | Sergej Milinković-Savić |
| Aranycipő          | Ezüstcipő   | Bronzcipő               |
| Viktor Kovalenko   | Mervó Bence | Marc Stendera           |
| 5 gólos            | 5 gólos     | 4 gólos                 |
| Aranykesztyű       |             |                         |
| Predrag Rajković   |             |                         |
| FIFA Fair Play-díj |             |                         |
| Ukrajna            |             |                         |

## Gólszerzők
5 gól
- Viktor Kovalenko
- Mervó Bence

4 gól
- Hany Mukhtar
- Marc Stendera
- Adama Traoré
- André Silva

3 gól
- Niklas Stark
- Dostonbek Khamdamov

2 gól
- Ángel Correa
- Judivan
- Gabriel Boschilia
- Marcos Guilherme
- Andreas Pereira
- Iosefo Verevou
- Julian Brandt
- Grischa Prömel
- Yaw Yeboah
- Bryan Róchez
- Dieudonne Gbakle
- Souleymane Coulibaly
- Youssouf Koné
- Diadie Samassékou
- Ibrahima Wadji
- Taiwo Awoniyi
- Godwin Saviour
- Isaac Success
- Fidel Escobar
- Ivo Rodrigues
- Nuno Santos
- Gelson Martins
- Mamadou Thiam
- Staniša Mandić
- Nemanja Maksimović
- Ivan Šaponjić
- Andrija Živković
- Artyem Beszegyin
- Emerson Hyndman
- Rubio Rubin
- Eldor Shomurodov
- Zabikhillo Urinboev

1 gól
- Emiliano Buendía
- Giovanni Simeone
- Valentin Grubeck
- Bernd Gschweidl
- Danilo
- Gabriel Jesus
- Jorge
- Jean Carlos
- Léo Pereira
- Rafael Santos Borré
- Joao Rodríguez
- Alexis Zapata
- Saula Waqa
- Kevin Akpoguma
- Levin Öztunalı
- Marvin Stefaniak
- Clifford Aboagye
- Emmanuel Boateng
- Benjamin Tetteh
- Kevin Álvarez
- Jhow Benavidez
- Forgács Dávid
- Kalmár Zsolt
- Aboubacar Doumbia
- Kevin Gutiérrez
- Hirving Lozano
- Yan Naing Oo
- Aung Thu
- Noah Billingsley
- Sam Brotherton
- Stuart Holthusen
- Clayton Lewis
- Monty Patterson
- Joel Stevens
- Kingsley Sokari
- Musa Yahaya
- Choe Ju-song
- Jhamal Rodríguez
- Raphael Guzzo
- João Vigário
- Acsram Afíf
- Moussa Koné
- Sidy Sarr
- Alhassane Sylla
- Sergej Milinković-Savić
- Valerij Lucskevics
- Eduard Szobol
- Roman Jaremcsuk
- Paul Arriola
- Bradford Jamieson IV
- Maki Tall
- Franco Acosta
- Gastón Pereiro
- Mathías Suárez
- Mirjamol Kosimov

1 öngól
- Marvin Schwäbe (Honduras ellen)
- Kevin Álvarez (Fidzsi-szigetek ellen)
- Talabér Attila (Szerbia ellen)
- Min Hyo-song (Brazília ellen)
- Chin Hormechea (Ausztria ellen)
- Andelinou Correa (Brazília ellen)

Forrás: FIFA.com

## Végeredmény
| Helyezés | Nemzet           | M | Gy | D | V | G+ | G– | Gk  | P  |
| -------- | ---------------- | - | -- | - | - | -- | -- | --- | -- |
| Arany    | Szerbia          | 7 | 5  | 1 | 1 | 10 | 4  | +6  | 16 |
| Ezüst    | Brazília         | 7 | 4  | 2 | 1 | 15 | 5  | +10 | 14 |
| Bronz    | Mali             | 7 | 3  | 2 | 2 | 11 | 7  | +4  | 11 |
| 4.       | Szenegál         | 7 | 2  | 2 | 3 | 6  | 14 | –8  | 8  |
|          |                  |   |    |   |   |    |    |     |    |
| 5.       | Németország      | 5 | 4  | 1 | 0 | 18 | 3  | +15 | 13 |
| 6.       | Portugália       | 5 | 4  | 1 | 0 | 12 | 2  | +10 | 13 |
| 7.       | Egyesült Államok | 5 | 3  | 1 | 1 | 7  | 4  | +3  | 10 |
| 8.       | Üzbegisztán      | 5 | 2  | 0 | 3 | 8  | 8  | 0   | 6  |
|          |                  |   |    |   |   |    |    |     |    |
| 9.       | Ukrajna          | 4 | 2  | 2 | 0 | 10 | 1  | +9  | 8  |
| 10.      | Ghána            | 4 | 2  | 1 | 1 | 5  | 6  | –1  | 7  |
| 11.      | Nigéria          | 4 | 2  | 0 | 2 | 8  | 5  | +3  | 6  |
| 12.      | Uruguay          | 4 | 1  | 2 | 1 | 3  | 3  | 0   | 5  |
| 13.      | Ausztria         | 4 | 1  | 2 | 1 | 3  | 4  | –1  | 5  |
| 14.      | Magyarország     | 4 | 1  | 1 | 2 | 7  | 7  | 0   | 4  |
| 15.      | Új-Zéland        | 4 | 1  | 1 | 2 | 6  | 7  | –1  | 4  |
| 16.      | Kolumbia         | 4 | 1  | 1 | 2 | 3  | 5  | –2  | 4  |
|          |                  |   |    |   |   |    |    |     |    |
| 17.      | Honduras         | 3 | 1  | 0 | 2 | 5  | 11 | –6  | 3  |
| 18.      | Mexikó           | 3 | 1  | 0 | 2 | 2  | 5  | –3  | 3  |
| 19.      | Fidzsi-szigetek  | 3 | 1  | 0 | 2 | 4  | 11 | –7  | 3  |
| 20.      | Argentína        | 3 | 0  | 2 | 1 | 4  | 5  | –1  | 2  |
| 21.      | Panama           | 3 | 0  | 1 | 2 | 3  | 5  | –2  | 1  |
| 22.      | Katar            | 3 | 0  | 0 | 3 | 1  | 7  | –6  | 0  |
| 23.      | Mianmar          | 3 | 0  | 0 | 3 | 2  | 13 | –11 | 0  |
| 24.      | Észak-Korea      | 3 | 0  | 0 | 3 | 1  | 12 | –11 | 0  |